# Winkler+Dünnebier

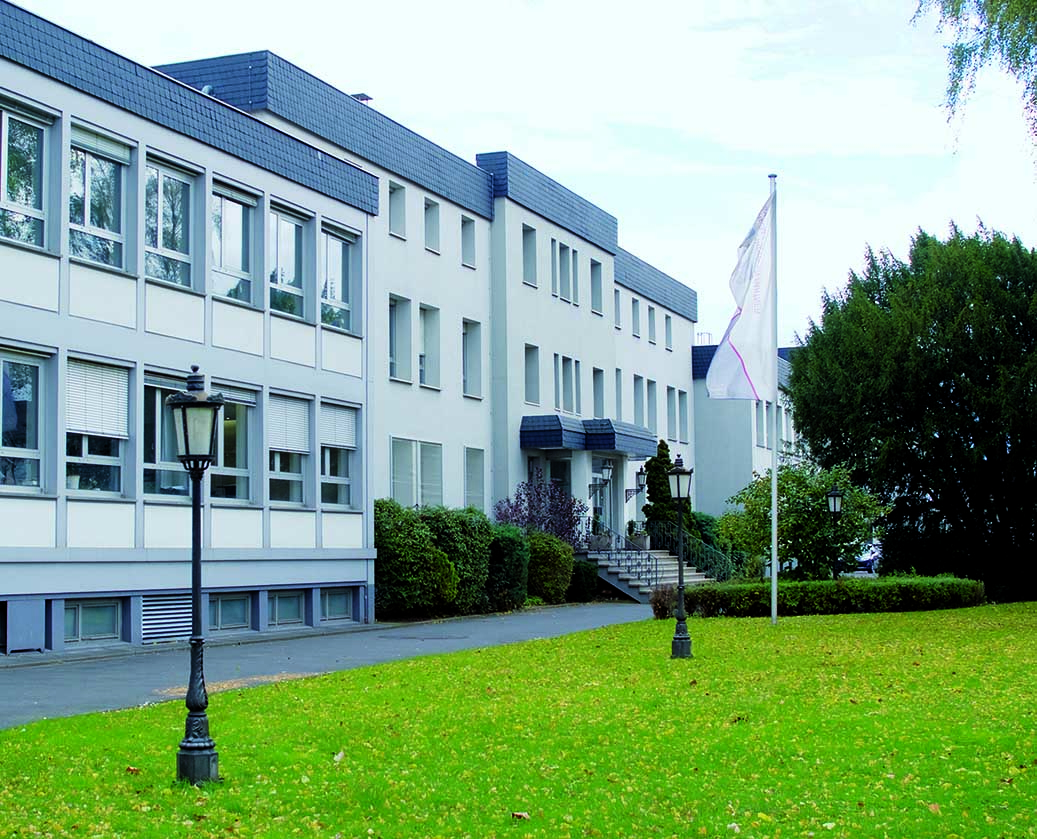
Haupteingang W+D

Die Winkler+Dünnebier GmbH ist ein Maschinen- und Anlagenbauunternehmen in Neuwied (Rheinland-Pfalz). Sie war von 1998 bis 2010 an der Frankfurter Wertpapierbörse (FWB) notiert und war von 1999 bis 2003 im SDAX enthalten. 2010 wurde die Körber AG zum Alleinaktionär und nahm das Unternehmen von der Börse. Am 15. August 2011 änderte das Unternehmen seine Rechtsform von AG zu GmbH. Seit 1. Januar 2016 gehört die Winkler+Dünnebier GmbH zusammen mit der W+D POEM in Neuwied und den Dependancen W+D Asia Pacific in Malaysia sowie W+D North America in den USA zum amerikanischen Barry-Wehmiller-Konzern.
Das Unternehmen stellt Maschinen zur Herstellung, Bedruckung und Kuvertierung von Briefumschlägen und Versandtaschen sowie Produktionsanlagen für die Hygieneindustrie her und ist ein weltweit führender Anbieter von Spezialmaschinen. Das Geschäftsfeld Süßwarenmaschinen wurde 1996 vom Unternehmen abgespalten und getrennt weitergeführt.

## Geschichte

### Erste Patente
Bereits am 15. September 1900 erhielt Max Dünnebier (1878–1950), der in Heidenau (Sachsen) wohnte, ein erstes Patent auf eine Maschine zur Herstellung von Briefumschlägen und Beuteln (Pat.Nr. 154424). Der aus Zittau (Sachsen) stammende und nach Neuwied übergesiedelte Alfred Winkler (1872–1945) bekam am 1. Februar 1908 das Patent Nr. 213091 für eine Faltvorrichtung an Briefumschlagmaschinen erteilt.

### Gründung und die Entwicklung bis zum Ende des Zweiten Weltkriegs
1913 gründeten Alfred Winkler und Max Dünnebier das Unternehmen Winkler & Dünnebier in Neuwied. Erste Werkstätten befanden sich in der Innenstadt von Neuwied. 1917 wurde die erste Werkshalle an dem heutigen Standort am Sohler Weg im Stadtteil Heddesdorf errichtet. Grundlage der Unternehmensgründung waren die oben genannten Erfindungen und Patentierungen für Briefumschlagmaschinen. Diese Entwicklungen ermöglichte eine deutlich höhere Geschwindigkeit und Präzision bei der Briefumschlagherstellung als die herkömmliche Klappmaschinentechnik. Der Vertrieb erfolgte unter dem Markennamen Helios. Der erste Auftrag für die neuartigen Maschinen kam von der Neuwieder Couvertfabrik Willy Strüder (gegründet 1889). Der erste Auslandsauftrag kam aus England. Wegen des Kriegsausbruchs wurden diese über die neutralen Niederlande ausgeliefert.

Rotations-Briefumschlagmaschine der Firma Winkler & Dünnebier, Modell Helios 26, Baujahr 1926

Schokoladen-Überziehmaschine, Baujahr 1938

Der Ausbruch des Ersten Weltkriegs brachte der Winkler & Dünnebier einen großen Geschäftseinbruch. Dem versuchte Alfred Winkler mit dem Einstieg in das Geschäft für Süßwarenmaschinen zu begegnen. Nachdem er 1914 ein Patent auf eine Schokoladenüberziehmaschine erhalten hatte, konnte 1916 ein erstes Exemplar an eine bedeutende deutsche Schokoladenfabrik ausgeliefert werden. Nach dem Ersten Weltkrieg wurden diese Maschinen dann weltweit verkauft. Zuvor wurde Winkler & Dünnebier aber in die Rüstungsindustrie eingebunden und musste ab 1917 vorwiegend Granathülsen fertigen.
Nach Kriegsende machten es der durch die Kriegsfertigung verschlissene Maschinenpark und die Hyperinflation Winkler & Dünnebier sehr schwer wieder die Maschinenproduktion aufzunehmen. Als sich der führende US-amerikanische Briefumschlaghersteller Tension Envelope 1922 anbot, die Couvertmaschinen von Winkler & Dünnebier in den USA zu vertreiben, tat sich für das Neuwieder Unternehmen ein neuer, riesiger Markt auf. Um den daraufhin wachsenden Eigenbedarf an Gussteilen abzusichern, pachtete Winkler & Dünnebier 1924 eine Gießerei in Hangelar und kaufte sie 1929.
Während der Weltwirtschaftskrise 1929 geriet das Unternehmen wegen Kreditkündigungen durch die Dresdner Bank in eine ernste wirtschaftliche Lage. Nur die schnelle finanzielle Hilfe von Tension Envelope sicherte Winkler & Dünnebier das Überleben.
Winkler & Dünnebier erholte sich nach der Weltwirtschaftskrise so gut, dass 1936 der Konkurrent und ehemaliger Arbeitgeber von Max Dünnebier Fischer & Wescher übernommen werden konnte. Dieses Unternehmen hatte einige Jahre zuvor eine Rotations-Briefumschlagmaschine entwickelt, die Couverts nicht mehr von einem Stapel gestanzter Blätter, sondern direkt von der Papierrolle herstellte. Für die Produktion der technisch darauf basierenden Papierrollen-Briefumschlagmaschinen von Winkler & Dünnebier war aber im Werk Sohler Weg nicht genügend Platz. Daher wurde 1937 in der nahe gelegenen Blücherstraße die Fertigungsräume der ehemaligen Neuwieder Seifenfabrik der Dreiring-Werke KG erworben und der Bereich Süßwarenmaschinen an den neuen, Werk II genannten Standort ausgelagert.
Von 1939 bis 1945 wurde der Betrieb wieder zur Produktion von kriegswichtigen Geräten verpflichtet und stellte im Werk II Lehren, Messwerkzeuge und Prüfvorrichtungen für die Rüstungsindustrie her.

### Entwicklung seit dem Ende des Zweiten Weltkriegs
Nach 1945 erfolgte unter Leitung des neuen Seniorchefs, Richard Winkler, der Wiederaufbau der von alliierten Bombenangriffen und Demontage schwer beschädigten Werke in Neuwied und Hangelar und die Wiederaufnahme der Produktion. Bevor die Maschinenfertigung Mitte 1946 wieder anlaufen konnte, behalf sich das Unternehmen mit Ersatzteillieferungen und mit der Reparatur von kriegsbeschädigten Briefumschlag- und Süsswarenmaschinen. Sogar Dosenverschließmaschinen wurden gebaut.
1967 nahm Winkler & Dünnbier in Anoeta (bei Tolosa, Spanien) die ersten Auslandsfertigung in Betrieb. Mit dem Kauf des Unternehmens Bruno Pahlitzsch (Berlin) 1970, konnte der letzte bedeutende Konkurrent auf dem Gebiet des Briefumschlag-Maschinenbaus übernommen werden. Nach dem Tod von Richard Winkler Anfang 1972 wurde sein Neffe Alfred Doderer-Winkler (1929–2019) Nachfolger als Geschäftsführer und persönlich haftender Gesellschafter.
1973 folgte die Errichtung einer Vertriebs- und Produktionsstätte in Overland Park, Kansas/USA. Mit der Übernahme der J.H. Spoerl Maschinenfabrik in Düsseldorf 1976, begann der Aufbau der Abteilung Hygiene als neues Geschäftsfeld. Es wurden Maschinen zur Herstellung von verschiedenen Hygieneartikeln wie Papiertaschentüchern, Servietten, Slipeinlagen, Windeln und Damenbinden gebaut.
Im Zuge der Nachfolgeregelung der Familiengesellschafter erwarb 1996 der britische Finanzinvestor Doughty Hanson & Co das Unternehmen. Das Unternehmensmanagement erhielt eine kleine Beteiligung. Der Unternehmensbereich „Süßwaren“ wurde abgespalten und von der Familie Runkel erworben. Sie führt diesen Bereich seitdem als Winkler und Dünnebier Süßwarenmaschinen GmbH in Rengsdorf (Rheinland-Pfalz, Deutschland) fort.
1998 wurde das Unternehmen in eine Aktiengesellschaft umgewandelt und der Unternehmensname (Firma) in Winkler+Dünnebier AG abgeändert. Für 88 DM (44,99 €) pro Aktie kam das Unternehmen an die Börse. Im Zuge des Börsengangs trennte sich Doughty Hanson & Co von seiner Aktienmehrheit. Übernahme des Verpackungsmaschinenherstellers MEC Maschinenbau GmbH in Alsdorf (Nordrhein-Westfalen/Deutschland).
Im Jahr 2000 beteiligte sich Winkler+Dünnebier mit 0,4 Millionen Euro am Entschädigungsfonds für NS-Zwangsarbeiter. 2004 übernahm die Körber AG (im Besitz der Körber-Stiftung) in Hamburg die Anteilsmehrheit für 9,75 € pro Aktie. 2008 wurde die Langhammer Maschinenbau GmbH in Eisenberg (Pfalz) übernommen, die Maschinen für Transport und Palettiertechnik herstellt. Der Firmenname wurde in W+D-Langhammer GmbH geändert. Die Langhammer GmbH ist seit 2011 als eigenständiges Unternehmen Teil von Körber Process Solutions.
Im Zuge eines Squeeze-out-Verfahrens wurde das Aktienkapital von Winkler+Dünnebier per Ende April 2010 von der Körber AG gänzlich übernommen und die Minderheitsaktionäre mit einem Betrag von 16,23 € in bar abgefunden. Ende des Jahres erwarb die Winkler+Dünnebier AG den Geschäftsbetrieb der Buhrs ITM GmbH (Löhne), die danach als W+D Direct Marketing Solutions firmiert. Das Unternehmen ist spezialisiert auf Mailing- und Fullfillmentlösungen im Kuvertierbereich.
2011 änderte das Unternehmen seine Rechtsform von einer AG in eine GmbH. 2012 ging die Firma W+D Direct Marketing Solutions GmbH durch die Verschmelzung beider Unternehmen in die Winkler+Dünnebier GmbH über. Der Standort in Löhne blieb bestehen. Im Oktober 2015 gab die Körber AG den Verkauf der Winkler+Dünnebier GmbH und ihrer Tochtergesellschaften an das US-amerikanische Unternehmen Barry-Wehmiller bekannt, dem es seit Anfang 2016 angehört. Zum 1. Januar 2017 übernahm W+D North America die operative Verantwortung für den ehemaligen Mitbewerber F.L. Smithe Company mit Sitz in Duncansville/USA. Zum 31. März 2017 erwarb Winkler+Dünnebier den Offset- und Digitaldrucksystemhersteller Halm Industries aus New York und eine weitere Dependance in Sassenheim, Niederlande. Winkler+Dünnebier akquiriert zum 1. Februar 2018 die BICMA Hygiene Technologie GmbH in Mayen.

## Winkler+Dünnebier aktuell
Heute tragen zwei voneinander unabhängige Unternehmen „Winkler und Dünnebier“ im Namen. Es handelt sich dabei um die:

### Winkler+Dünnebier GmbH
Das Unternehmen ist nach eigenen Angaben der weltweit führende Hersteller von Briefumschlag- und Hygieneartikelmaschinen. Neben dem Hauptsitz in Neuwied existiert in Deutschland auch eine Betriebsstätte in Bad Oeynhausen, wo hauptsächlich Kuvertiermaschinen und -module entwickelt werden. Im Ausland bestehen Standorte in den USA und Malaysia. Die Geschäftsführung hat Frank Eichhorn inne. W+D gehört seit dem 1. Januar 2016 als weiterhin eigenständiges Unternehmen zur Firmengruppe des Barry-Wehmiller Konzerns.

### Tochterunternehmen
- PreOwnedEnvelopeMachines GmbH (POEM), Neuwied, Deutschland
- W+D North America Inc., Lenexa, Kansas, und Duncansville, Pennsylvania, USA
- W+D Asia Pacific Sdn. Bhd., Petaling Jaya, Malaysia

### Winkler und Dünnebier Süßwarenmaschinen GmbH

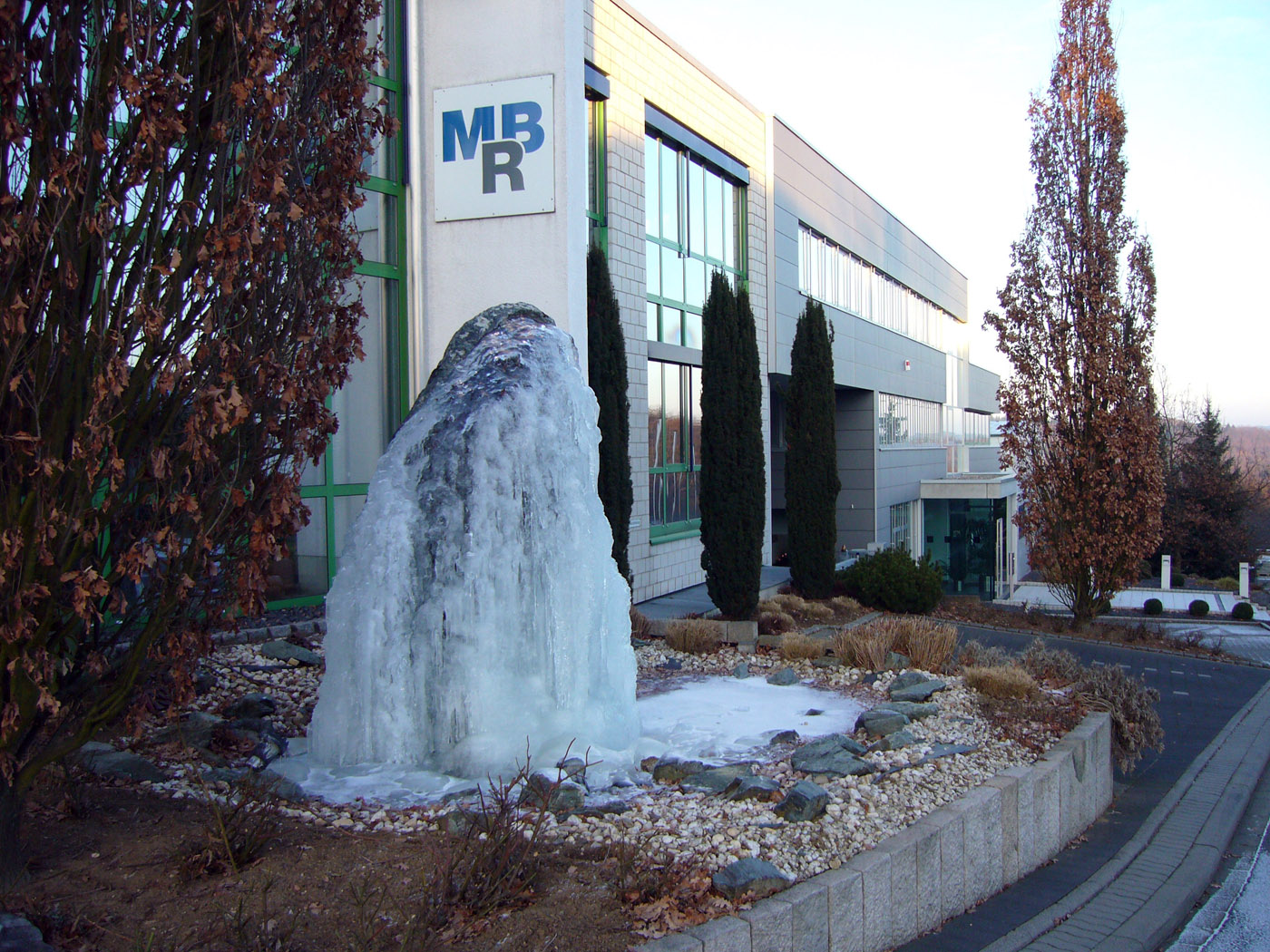
Werkshalle MBR in Rengsdorf

Winkler und Dünnebier Süßwarenmaschinen GmbH ist seit 1997 ein eigenständiges Schwesterunternehmen von Maschinenbau Runkel (MBR), und nach eigenen Angaben ein weltweit führender Hersteller von Süßwarenmaschinen. Die Produktpalette umfasst u. a. Fertigungsanlagen für Schokoladen-, Gummi- & Gelee-, Hartbonbon-, Toffee- und Fondantprodukte. Unternehmenssitz und Produktionsstandort ist in Rengsdorf (Rheinland-Pfalz). Geschäftsführer des familiengeführten Unternehmens sind in der zweiten und dritten Generation Rainer Runkel und seiner Tochter Jessica Runkel.